# Portret Karola IV (obraz Bernarda Martíneza del Barranco)
Portret Karola IV (hiszp. El rey Carlos IV) – obraz olejny hiszpańskiego malarza Bernarda Martíneza del Barranco przedstawiający króla Karola IV z dynastii Burbonów. Obraz powstał w 1789 roku i należy do zbiorów Muzeum Sztuki Nowoczesnej i Współczesnej Santanderu i Kantabrii.
W 1788 roku zmarł Karol III, król Hiszpanii. Jego najstarszy żyjący syn infant Karol (1748–1819) był królem Neapolu i Sycylii, zrzekł się jednak swojego królestwa na rzecz syna i przybył do Madrytu w 1789 roku, aby objąć tron Hiszpanii jako Karol IV.
Obraz powstał w 1789 roku z okazji objęcia tronu przez Karola IV. Został namalowany na zlecenie urzędu miasta Santander i był eksponowany w ratuszu. Karol IV jest przedstawiony w całej postaci, towarzyszy mu postać kobieca – alegoria Hiszpanii – siedząca na cokole przypominającym zamek lub fortyfikację. Po lewej stronie monarchy leżą berło i korona; a u jego stóp lew, dwa globusy i Słupy Heraklesa.